# Matzikama Local Municipality
Matzikama (englisch Matzikama Local Municipality) ist eine Lokalgemeinde im Distrikt West Coast der südafrikanischen Provinz Westkap. Der Sitz der Gemeindeverwaltung befindet sich in Vredendal. Bürgermeisterin ist Mathilda Bains.
Matzikama ist ein Khoisan-Begriff, matzi bedeutet „er gibt“ und kama bedeutet „Wasser“. Die Khoisan lebten in den Wasser spendenden Bergen.

## Städte und Orte

Topografie der Lokalgemeinde

Folgende Ortschaften befinden sich in der Lokalgemeinde:
- Bitterfontein
- Doringbaai
- Ebenhaezer
- Klawer
- Kliprand
- Koekenaap
- Lutzville
- Nuwerus
- Rietpoort
- Strandfontein
- Vanrhynsdorp
- Vredendal

## Bevölkerung
Gemäß der Volkszählung im Jahr 2011 hatte die Gemeinde 67.147 Einwohner in 18.835 Haushalten auf einer Gesamtfläche von 5539 km². Davon waren 74,7 % Coloured, 14,8 % weiß und 8,5 5 schwarz. Gesprochen wurde zu 89,2 % Afrikaans, zu 3,4 % isiXhosa und zu 1,7 % Englisch.

## Wirtschaft
Der ökonomische Schwerpunkt im Gebiet der Lokalgemeinde liegt im Weinbau und in der Bewässerungsfeldwirtschaft. Ergänzend dazu gibt es hier kleine Betriebe, die Gemüseanbau und Viehhaltung betreiben.
Ferner gibt es einige Unternehmen im Bereich der mineralischen Rohstoffwirtschaft: Exxaro/Tronox Namakwa Sands (Titanminerale in Mineralsanden), Cape Lime, Rare Earth Extracting Co. Ltd. (Monazit), B. P. B. Gypsum Vanrhynsdorp (Maskam Mine auf Gips bei Vanrhynsdorp), Cawood Salt, Diamantenabbau in der Küstenzone sowie Namakwa Kleistene in Klawer. Eine der weltweit bedeutendsten SE-Lagerstätten wird vom Bergwerk Steenkampskraal abgebaut.

## Naturschutzgebiete
- Knersvlakte Nature Reserve